# 伯恩哈德·格拉斯
伯恩哈德·格拉斯（德語：Bernhard Glass，1957年11月6日—），德国前男子雪橇运动员。他曾代表东德参加1980年冬季奥林匹克运动会雪橇比赛，获得男子单人金牌。他在未能入选1984年冬奥东德队阵容后退役。